# Skogsbranden vid Vännebo 2008
Skogsbranden vid Vännebo 2008 var en omfattande  skogsbrand nära Vännebo mellan Norhyttan och Ulriksberg i Ludvika kommun 10–13 juni 2008.
Brandområdet på båda sidorna om Pajsoån är omkring sex kilometer långt i väst-östlig riktning och upp till två kilometer brett. Totalt brann närmare 800 hektar (8 km²), och branden var den till ytan största i Sverige det året. Branden startade genom att man förlorade kontrollen över en hyggesbränning.
Stora områden med ung skog (upp mot 10-12 år gammal) blev totalförstörd. Den skadade skogen ägs huvudsakligen av Bergvik skog, som förvaltas av Stora Enso. Omkring 100 hektar är privatägd och representeras av Mellanskog.

## Bilder

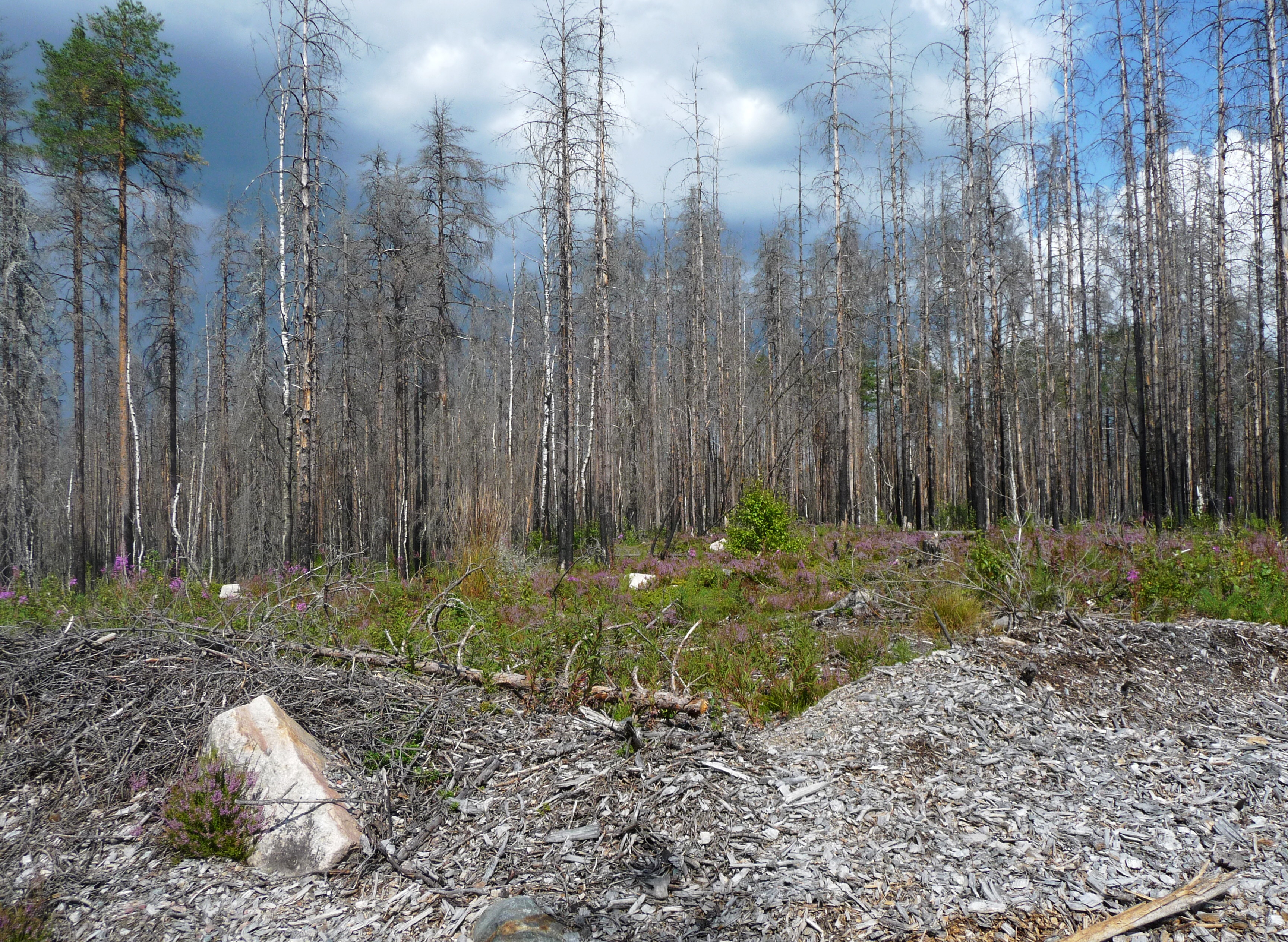
Brandområdet den 26 juli 2013
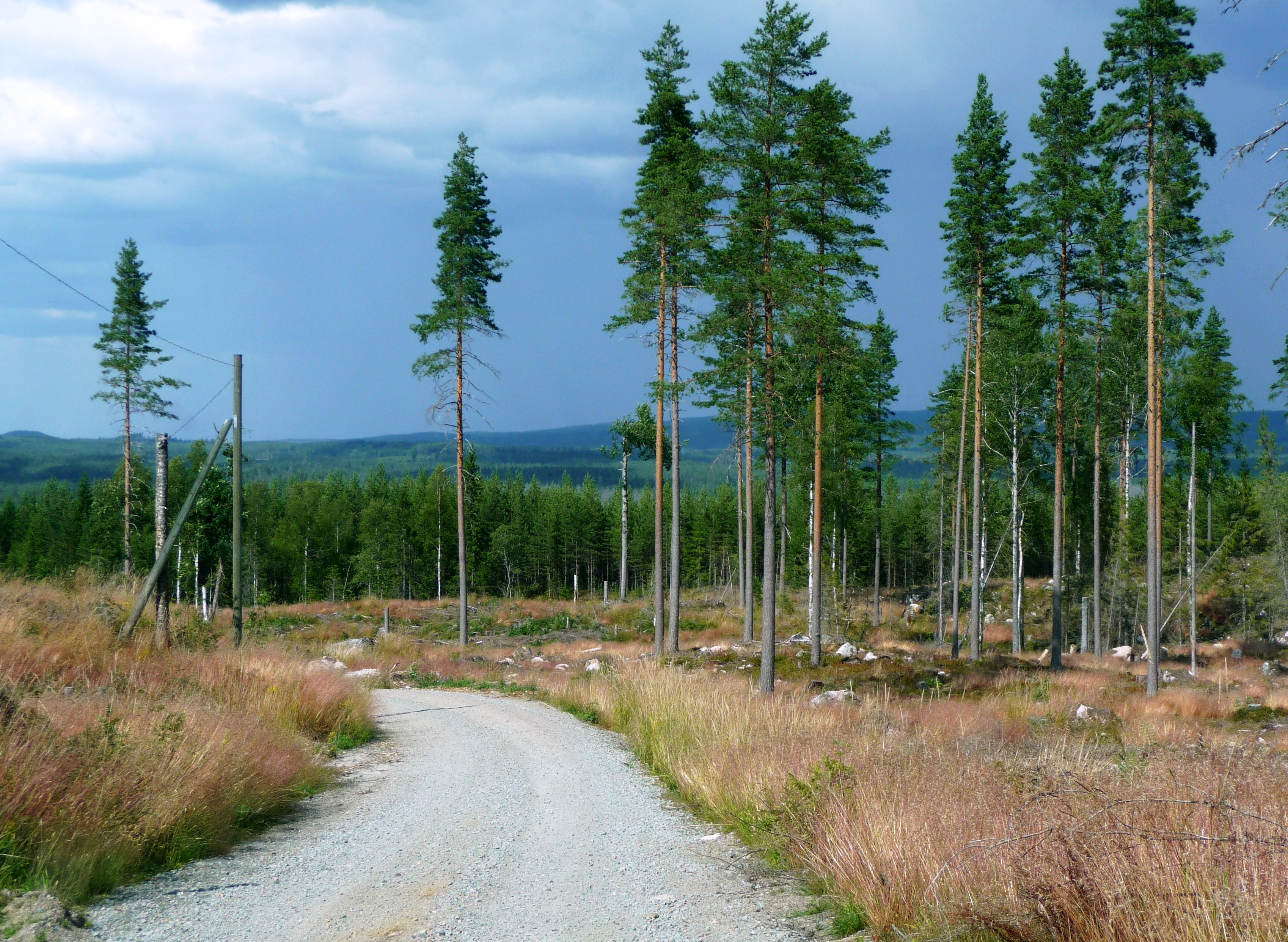
Brandgränsen den 26 juli 2013